# 羅薩里維爾 (馬里蘭州)
羅薩里維爾（英語：Rosaryville）是位於美國馬里蘭州佐治王子縣的一個普查規定居民點。

## 人口
根據2020年美國人口普查的數據，羅薩里維爾的面積為23.82平方千米，當中陸地面積為23.78平方千米，而水域面積為0.04平方千米。當地共有人口11548人，而人口密度為每平方千米484.8人。